# Vasconcelos Maia
Carlos Vasconcelos Maia (Santa Inês, 20 de março de 1923 — Salvador, 14 de julho de 1988) foi um escritor, editor e jornalista brasileiro, imortal da cadeira número 14 da Academia de Letras da Bahia.    

## Biografia
Irmão de Pedro Moacir Maia, Vasconcelos Maia nasceu em Santa Inês-BA a 20 de março de 1923, filho  do comerciante Manoel de Almeida Maia e Asterolina Vasconcelos Maia. 
Fez parte com o irmão Pedro Moacir Maia do Movimento Caderno da Bahia: Revista de Cultura e Divulgação (1948 a 1951) formado por outros intelectuais como: Claudio Tuiti Tavares,  Darwin Brandão, Wilson Rocha, Mário Cravo, Paulo Jatobá, Walter da Silveira, Carlos Bastos, Genaro de Carvalho, Hélio Vaz, Genner Augusto, Lygia Sampaio, Ladislau Bartok e Rubem Valentim, Heron de Alencar, Adalmir da Cunha Miranda. 
Cedo emigrou para Salvador e fez o curso primário no Colégio Ipiranga e o secundário nos ginásios Carneiro Ribeiro e Colégio da Bahia (o Central).
A estreia de Vasconcelos Maia na literatura acontece pela via dos concursos de contos.   
Fez parte com o irmão Pedro Moacir Maia do Movimento Caderno da Bahia: Revista de Cultura e Divulgação (1948 a 1951) formado por outros intelectuais como: Claudio Tuiti Tavares, Vasconcelos Maia, Darwin Brandão, Wilson Rocha, Mário Cravo, Paulo Jatobá, Walter da Silveira, Carlos Bastos, Genaro de Carvalho, Hélio Vaz, Genner Augusto, Lygia Sampaio, Ladislau Bartok e Rubem Valentim, Heron de Alencar, Adalmir da Cunha Miranda.  
Foi diretor de turismo da cidade do Salvador, viajou pela Bahia e procurou desenvolver o turismo em outras áreas do estado. 
Sua produção como editor em parceria com o irmão Pedro Moacir Maia compreende dezessete livros, e cerca de cento e vinte plaquettes, sob a marca Edição Dinamene, entre 1949 e 1981.   
Imortal da Academia de Letras da Bahia cadeira n.º 14, entre as suas publicações estão as seguintes:   
- ABC do candomblé́
- Canção de areia: uma estória de sexo e violência nos mares da Bahia
- Contos da Bahia.
- Feira de água de meninos
- Histórias da gente baiana
- Lembrança da Bahia, 1962:
- leque de Oxum e algumas crônicas de candomblé
- O cavalo e a rosa.
- O primeiro mistério
- Panorama do conto baiano
- Sol, terra, mar [7] [1][6] [3] [5]

Morreu em Salvador no dia 14 de julho de 1988, aos 65 anos de idade. 